# Cladochaeta centetor
Cladochaeta centetor är en tvåvingeart som beskrevs av David Grimaldi och Nguyen 1999. Cladochaeta centetor ingår i släktet Cladochaeta och familjen daggflugor.
Artens utbredningsområde är Dominica. Inga underarter finns listade i Catalogue of Life.